# AACTA International Awards 2019
Die 8. Verleihung der australischen AACTA International Awards (englisch 8th AACTA International Awards), die jährlich von der Australian Academy of Cinema and Television Arts (AACTA) vergeben werden, fand am 4. Januar 2019 im Mondrian Hotel in West Hollywood statt. Sie ehrten die besten internationalen Filme des Jahres 2018 und sind so das Gegenstück zu den im Dezember 2018 stattgefundenen achten AACTA Awards für australische Filme. Die Verleihung wurde von Renee Bargh moderiert.

## Übersicht
Die Nominierungen wurden am 11. Dezember 2018 bekanntgegeben. Gegenüber der Verleihung aus dem Vorjahr gab es keine Neuerungen. Mit fünf Nominierungen erhielt der Musikfilm A Star Is Born die meisten Nennungen, gefolgt von Vice – Der zweite Mann mit vier. Ebenfalls mehrere Nominierungen erhielten BlacKkKlansman, Bohemian Rhapsody, Roma, The Favourite – Intrigen und Irrsinn (jeweils 3) A Quiet Place, Green Book – Eine besondere Freundschaft und Der verlorene Sohn (jeweils 2).
The Favourite und Roma gewannen jeweils zwei Auszeichnungen. Das mexikanische Filmdrama war als bester Film und für die beste Regie (Alfonso Cuarón) erfolgreich. Der Historienfilm setzte sich mit Deborah Davis und Tony McNamara für das beste Drehbuch und Olivia Colman als beste Hauptdarstellerin durch. Als beste Hauptdarsteller wurde Rami Malek für die Darstellung von Freddie Mercury in Bohemian Rhapsody und als beste Nebendarsteller Mahershala Ali für Green Book und Nicole Kidman für Der verlorene Sohn ausgezeichnet.

## Gewinner und Nominierte
| Film                                     | N | A |
| ---------------------------------------- | - | - |
| A Star Is Born                           | 5 | 0 |
| Vice – Der zweite Mann                   | 4 | 0 |
| The Favourite – Intrigen und Irrsinn     | 3 | 2 |
| Roma                                     | 3 | 2 |
| Bohemian Rhapsody                        | 3 | 1 |
| BlacKkKlansman                           | 3 | 0 |
| Green Book – Eine besondere Freundschaft | 2 | 1 |
| Der verlorene Sohn                       | 2 | 1 |
| A Quiet Place                            | 2 | 0 |

### Bester Film
Roma – Produktion: Nicolás Celis, Alfonso Cuarón und Gabriela Rodríguez
BlacKkKlansman – Produktion: Jason Blum, Spike Lee, Raymond Mansfield, Sean McKittrick, Jordan Peele und Shaun Redick
Bohemian Rhapsody – Produktion: Jim Beach und Graham King
A Star Is Born – Produktion: Bradley Cooper, Bill Gerber, Jon Peters, Todd Phillips und Lynette Howell Taylor
Vice – Der zweite Mann (Vice) – Produktion: Megan Ellison, Will Ferrell, Dede Gardner, Jeremy Kleiner, Adam McKay, Kevin J. Messick und Brad Pitt

### Beste Regie
Alfonso Cuarón – Roma
Bradley Cooper – A Star Is Born
Giorgos Lanthimos – The Favourite – Intrigen und Irrsinn (The Favourite)
Spike Lee – BlacKkKlansman
Warwick Thornton – Sweet Country

### Bestes Drehbuch
Deborah Davis und Tony McNamara – The Favourite – Intrigen und Irrsinn (The Favourite)
Scott Beck, John Krasinski und Bryan Woods – A Quiet Place
Alfonso Cuarón – Roma
Spike Lee, David Rabinowitz, Charlie Wachtel und Kevin Willmott – BlacKkKlansman
Anthony McCarten – Bohemian Rhapsody

### Bester Hauptdarsteller
Rami Malek – Bohemian Rhapsody
Christian Bale – Vice – Der zweite Mann (Vice)
Bradley Cooper – A Star Is Born
Hugh Jackman – Der Spitzenkandidat (The Front Runner)
Viggo Mortensen – Green Book – Eine besondere Freundschaft (Green Book)

### Beste Hauptdarstellerin
Olivia Colman – The Favourite – Intrigen und Irrsinn (The Favourite)
Glenn Close – Die Frau des Nobelpreisträgers (The Wife)
Toni Collette – Hereditary – Das Vermächtnis (Hereditary)
Lady Gaga – A Star Is Born
Nicole Kidman – Destroyer

### Bester Nebendarsteller
Mahershala Ali – Green Book – Eine besondere Freundschaft (Green Book)
Timothée Chalamet – Beautiful Boy
Joel Edgerton – Der verlorene Sohn (Boy Erased)
Sam Elliott – A Star Is Born
Sam Rockwell – Vice – Der zweite Mann (Vice)

### Beste Nebendarstellerin
Nicole Kidman – Der verlorene Sohn (Boy Erased)
Amy Adams – Vice – Der zweite Mann (Vice)
Emily Blunt – A Quiet Place
Claire Foy – Aufbruch zum Mond (First Man)
Margot Robbie – Maria Stuart, Königin von Schottland (Mary Queen of Scots)